# Zethus yarrowi
Zethus yarrowi är en stekelart som beskrevs av Giordani Soika 1979. Zethus yarrowi ingår i släktet Zethus och familjen Eumenidae. Inga underarter finns listade i Catalogue of Life.